# Couleurs de l'incendie
Couleurs de l'incendie je francouzsko-belgický hraný film z roku 2022, který režíroval Clovis Cornillac podle stejnojmenného románu Pierra Lemaitra z roku 2018 a navazujícího na román Au revoir là-haut. Ten byl filmově zpracován Albertem Dupontelem v roce 2017. Snímek měl světovou premiéru 11. října 2022.

## Děj
V roce 1929 se v Paříži koná pohřeb bohatého bankéře Marcela Péricourta. Jeho dcera Madeleine je po sebevraždě svého bratra Édouarda Péricourta jedinou dědičkou. Její syn Paul je po vážném zranění invalidní.
Bez svého bývalého manžela, který by ji podporoval, musí Madeleine sama převzít podnik svého otce. Dostává rady od svého strýce, bezskrupulózního Charlese Péricourta. Madeleine musí čelit mnoha překážkám, protivenství mužů, chamtivosti, žárlivosti a korupci.

## Obsazení
| Léa Drucker       | Madeleine Péricourt |
| Benoît Poelvoorde | Gustave Joubert     |
| Alice Isaazová    | Léonce Picard       |
| Clovis Cornillac  | Lucien Dupré        |
| Olivier Gourmet   | Charles Péricourt   |
| Jérémy Lopez      | André Delcourt      |
| Alban Lenoir      | Robert Ferrand      |
| Johan Heldenbergh | major Dietrich      |
| Fanny Ardant      | Solange Gallinato   |
| Jana Bittnerova   | Vladi               |
| Philippe Ohrel    | Adolf Hitler        |
| Olivier Rabourdin | komisař             |
| Gilles Privat     | bankéř Renaud       |
| Isabelle Vitari   | sekretářka          |
| François Favrat   | ministr             |
| Sam Karmann       | padělatel           |
| Boris Terral      | správce             |
| Roger Cornillac   | barman              |

## Ocenění
- César: nominace v kategoriích nejlepší kostýmy (Pierre-Jean Larroque) a nejlepší výprava (Sébastian Birchler)